# Eublemma caffrorum
Eublemma caffrorum is een vlinder van de familie van de spinneruilen (Erebidae). De wetenschappelijke naam van deze soort is voor het eerst voorgesteld als Thalpochares caffrorum door Hans Daniel Johan Wallengren in een publicatie uit 1860.

## Verspreiding
De soort komt voor in Mozambique, Namibië, Botswana, Zimbabwe, Zuid-Afrika, Lesotho en Réunion.

## Waardplanten
De rups leeft op Waltheria indica (Malvaceae).